# Diemel
Diemel – rzeka w Niemczech przepływająca przez dwa kraje związkowe: Nadrenia Północna-Westfalia i Hesja. Diemel ma 110,5 km długości i jest lewym dopływem Wezery. Rzeka generalnie płynie w kierunku północno-wschodnim przez miasta Marsberg, Warburg i Trendelburg.